# La Moncelle
La Moncelle är en kommun i departementet Ardennes i regionen Grand Est (tidigare regionen Champagne-Ardenne) i nordöstra Frankrike. Kommunen ligger  i kantonen Sedan-Est som ligger i arrondissementet Sedan. År 2021 hade La Moncelle 137 invånare.

## Befolkningsutveckling
Antalet invånare i kommunen La Moncelle
Referens: INSEE